# Commando Materieel en IT
Het Commando Materieel en IT (Commit), voorheen de Defensie Materieel Organisatie (DMO), is een ondersteunend onderdeel van het Nederlandse Ministerie van Defensie dat voorziet in de ontwikkeling en verwerving, instandhouding en afstoting van (militair) materieel voor de Nederlandse krijgsmacht. 

## Ontstaan
Commit is een administratieve, logistiek ondersteunende en overkoepelende organisatie die na de defensie bezuinigingsronde in 2005 voortkwam uit de fusie van de materieelorganisaties van alle krijgsmachtdelen: het Materieellogistiek Commando (MATLOGCO) van de landmacht en de Directies Materieel van de luchtmacht (DMKLU) en de marine (DMKM). Het personeel bestaat uit burgers en militairen uit alle krijgsmachtdelen. Op 25 april 2023 werd het onderdeel hernoemd van Defensie Materieel Organisatie naar Commando Materieel en IT.

## Huidige sterkte
Bij Commit zijn 3585 burgers en 774 militairen werkzaam; het aantal voltijdsfuncties (VTE'n) is 3489 burgers en 774 militairen. Alle ingedeelde militairen zijn niet operationeel en afkomstig uit alle krijgsmachtdelen. Hun plaatsingsduur bij Commit is tijdelijk (2 tot 3 jaar).

## Huidige organisatie
Het Commando Materieel en IT bestaat uit:
Directeur Commit (D-Commit); sinds 2023 is dat vice-admiraal van de technische dienst Jan Willem Hartman.
Directie Inkoop. Deze zorgt dat de aankoop van nieuw materieel goed en volgens de regels verloopt. Ook controleert ze leveranciers van Defensie en begeleidt de verkoop van oud materieel.
Directie Projecten. Deze verzorgt de voorbereiding bij projecten als aankoop van schepen, vliegtuigen of wapens m.b.t. afstemming met de politiek en het verloop volgens de juiste EU regelgeving.
Joint IV Commando (JIVC). Het IT-bedrijf van Defensie. Ze zijn verantwoordelijk voor aankoop, beheer, (door)ontwikkeling, uitgifte en afstoting van alle defensie IT-middelen zoals de communicatiemiddelen op schepen en in vlieg en voertuigen,  de bediening van wapensystemen en radars en de smartphones en tablets op missie en alle kantoorondersteunende IT.
Directie Wapensystemen & Bedrijven. Deze zijn verantwoordelijk voor het wapensysteem management (WSM); verbetering van veiligheid, inzetbaarheid, prestaties, betaalbaarheid en waardebehoud van wapensystemen. Tevens voor de levensduurverlenging, kennis, innovatie en lifecycle management. Dit gaat samen d.m.v.deze 3 ketenlogistieke bedrijven:
- het Kleding- en Persoonsgebonden Uitrusting (KPU) Bedrijf: verzorgt alle actuele standaard en persoonsgebonden uitrusting t.b.v. normale omstandigheden en t.b.v. uitzendingen.
- het Defensie Munitiebedrijf: verzorgt alle munitie tijdens operaties en oefeningen.
- het Defensie Brand en Bedrijfsstoffen Bedrijf verzorgt de brandstof, oliën, smeermiddelen, chemicaliën en onderhoudsmiddelen voor alle Nederlandse defensielocaties. De Defensie Pijpleiding Organisatie (DPO) verzorgt en bewaakt het transport van vliegtuigbrandstof door de eigen defensieleidingen t.b.v. de militaire en civiele vliegvelden en opslagplaatsen. Dit verloopt in internationaal verband.

### Lijst van directeuren
- 2005 - december 2006: Dirk van Dord
- december 2006 - oktober 2014: Lex Hendrichs
- oktober 2014 - december 2015: vice-admiraal Matthieu Borsboom
- december 2015 - september 2023: vice-admiraal van de technische dienst Arie Jan de Waard
- september 2023 - heden: vice-admiraal van de technische dienst Jan Willem Hartman[3]